# Beats by Dr. Dre
Beats by Dr. Dre er et mærke af hovedtelefoner. Mærket er blev købt af Apple Inc. 8. juni 2014, men var tidligere ejet af Dr. Dre, der  er en amerikansk pladeproducer, rapper, iværksætter og skuespiller. Hovedtelefonerne blev udviklet af firmaet Monster Cables og Dr. Dre. Idéen til produktet kom fra Monster Cables. Efter indledende forhandlinger, som ikke resulterede i en aftale, forsøgt Dre og Iovine at få en anden producent til at lave høretelefonerne. De blev dog ikke gode nok, hvorfor de to kontaktede Monster Cables. Det resulterede i en aftale. 
Mærket blev grundlagt i 2007 og havde deres første produkt ude i 2008, men det er først siden sommeren 2011 at mærket for alvor slog igennem, vha. product-placement igennem musikvideoer, især fra gruppen LMFAO. I 2010 købte HTC 50,1 % af selskabet for 309 millioner dollars. Det betød, at selskabet kunne skifte Monster Cables ud som samarbejdspartner. Efterfølgende købte Dr. Dre og Iovine selskabet tilbage fra HTC. I janaur 2014 lancerede selskabet en streaming tjeneste. Senere i 2014 blev Beats by Dre opkøbt af Apple for 3 milliarder dollars. 